# Polythora
Polythora är ett släkte av fjärilar. Polythora ingår i familjen vecklare.
Kladogram enligt Catalogue of Life:
| Polythora | \| \| Polythora mollinediella \| \| \| \| \| \| Polythora viridescens \| \| \| \| |
|           | \| \| Polythora mollinediella \| \| \| \| \| \| Polythora viridescens \| \| \| \| |
|           | Polythora mollinediella                                                           |
|           |                                                                                   |
|           | Polythora viridescens                                                             |
|           |                                                                                   |